# Stanisław Hartman
Stanisław Hartman (ur. 2 sierpnia 1914 w Warszawie, zm. 11 listopada 1992 we Wrocławiu) – polski matematyk, profesor Uniwersytetu Wrocławskiego, wniósł znaczny wkład w rozwój analizy harmonicznej.

## Życiorys
Studia matematyczne ukończył na Uniwersytecie Warszawskim w 1937, do wybuchu wojny pracował jako fizyk. Studia w zakresie fizyki odbył we Lwowie, w latach 1939–1941. W 1942 więziony przez dwa miesiące na Pawiaku. Po zakończeniu wojny pracował krótko na Politechnice Śląskiej. Od października 1945 mieszkał we Wrocławiu, gdzie został starszym asystentem na Uniwersytecie i Politechnice Wrocławskiej (tworzących jedną uczelnię do 1951). Doktoryzował się w 1947 na podstawie pracy O pewnych zagadnieniach związanych z pojęciem niezależności, napisanej pod kierunkiem Edwarda Marczewskiego i został zatrudniony jako adiunkt, habilitował w 1951 na podstawie pracy Sur une methode d'estimation des moyennes de Weyl pour les fonctions periodiques et presque periodiques i zatrudniono go na stanowisku zastępcy profesora.
Od 1954 był profesorem nadzwyczajnym UWr, w 1961 mianowany profesorem zwyczajnym, był kierownikiem Katedry Algebry, był współtwórcą wrocławskiej szkoły matematycznej, będącej kontynuacją szkoły lwowskiej (Hugo Steinhaus, Bronisław Knaster i inni). W 1968 zwolniony z UWr za udzielanie wsparcia protestującym studentom, odmówił wyjazdu na emigrację. W latach 1968–1980 przeniesiony do pracy w Instytucie Matematyki PAN, gdzie od 1976 kierował Zakładem Analizy Harmonicznej i Teorii Miary, przywrócony do pracy na Uniwersytecie Wrocławskim w marcu 1981, do 1984 kierował Zakładem Analizy Funkcjonalnej w Instytucie Matematycznym UWr, następnie przeszedł na emeryturę. Był redaktorem Colloquium Mathematicum.
W latach 1976–1980 był współpracownikiem Komitetu Obrony Robotników i Komitetu Samoobrony Społecznej „KOR”, w 1978 podpisał deklarację założycielską Towarzystwa Kursów Naukowych, od 1979 wchodził w skład nieformalnej Rady Jedności, złożonej z przedstawicieli wrocławskich środowisk opozycyjnych. Od września 1980 był członkiem NSZZ Solidarność, wspierał strajki studenckie w 1981. Był  internowany w stanie wojennym od 4 stycznia 1982 do 8 lutego 1982. W 1990 należał do założycieli Ruchu Obywatelskiego Akcja Demokratyczna, następnie był członkiem Unii Demokratycznej.
W PRL informacje na jego temat podlegały częściowej cenzurze. W 1977 roku jego nazwisko znajdowało się na specjalnej liście osób pod szczególną kontrolą cenzury. Zalecenia cenzorskie dotyczące jego osoby zanotował Tomasz Strzyżewski, który w swojej książce o peerelowskiej cenzurze opublikował notkę informacyjną z 7 stycznia 1977 roku Głównego Urzędu Kontroli Prasy, Publikacji i Widowisk. Wytyczne dla cenzorów wymieniały jego nazwisko z adnotacją: "Wszelkie próby popularyzowania w środkach masowego przekazu (prasa codzienna, radio, TV, tygodniki społeczno-polityczne) niżej wymienionych osób należy sygnalizować kierownictwu GUKPPiW". Zalecenia cenzorskie zezwalały jedynie na publikacje w prasie specjalistycznej, naukowej oraz skryptach itp.
Został pochowany na Cmentarzu Świętej Rodziny we Wrocławiu.

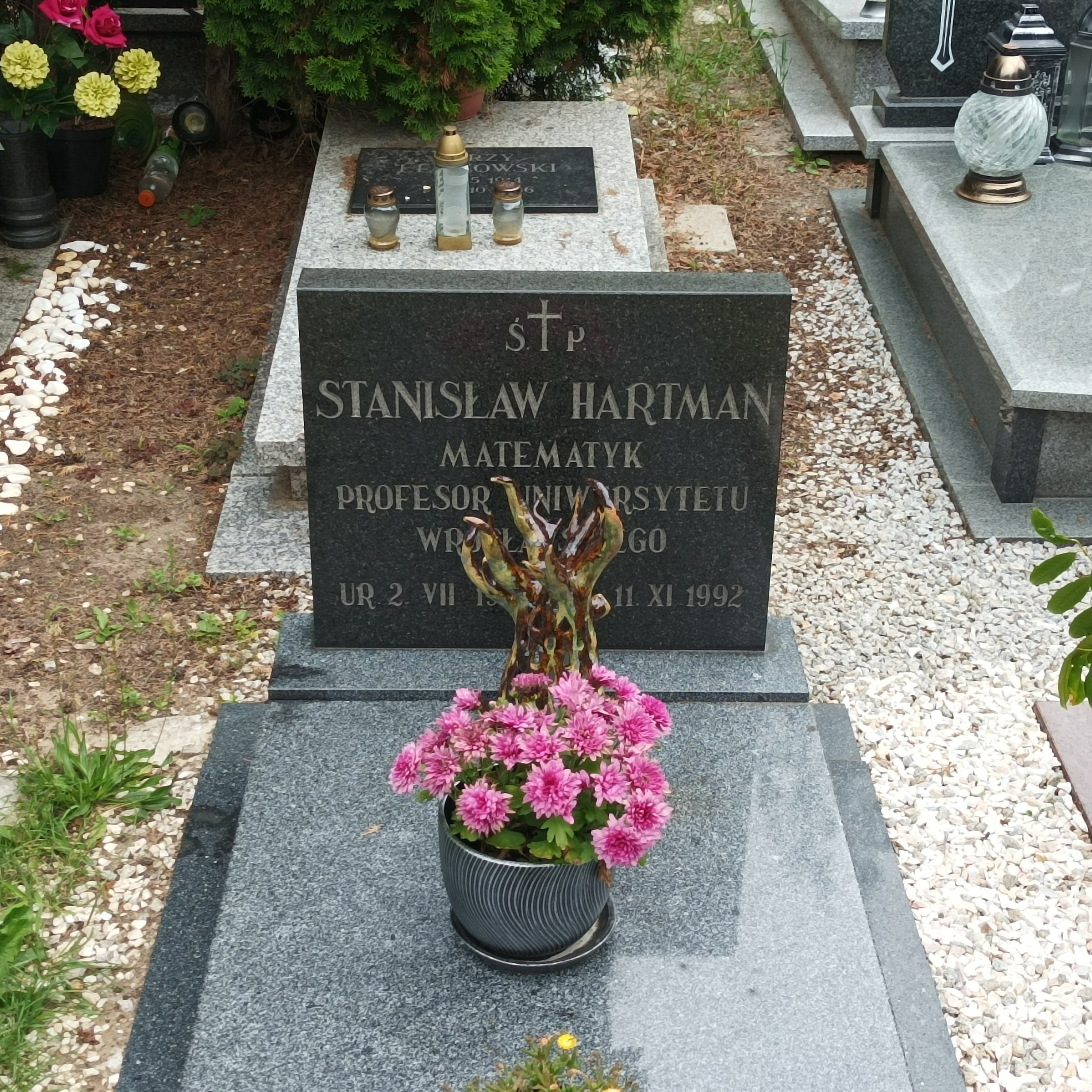
Grób prof. Stanisława Hartmana na Cmentarzu Świętej Rodziny we Wrocławiu

Był ojcem Jana Hartmana i Hanny Bartoszewicz.

## Nagrody i odznaczenia
- Nagroda im. Stefana Banacha (1953)
- Krzyż Kawalerski Orderu Odrodzenia Polski (w PRL)
- Krzyż Oficerski Orderu Odrodzenia Polski (pośmiertnie – 2007) – M.P. z 2008, nr 33, poz. 293